# Hans-Dieter Möller

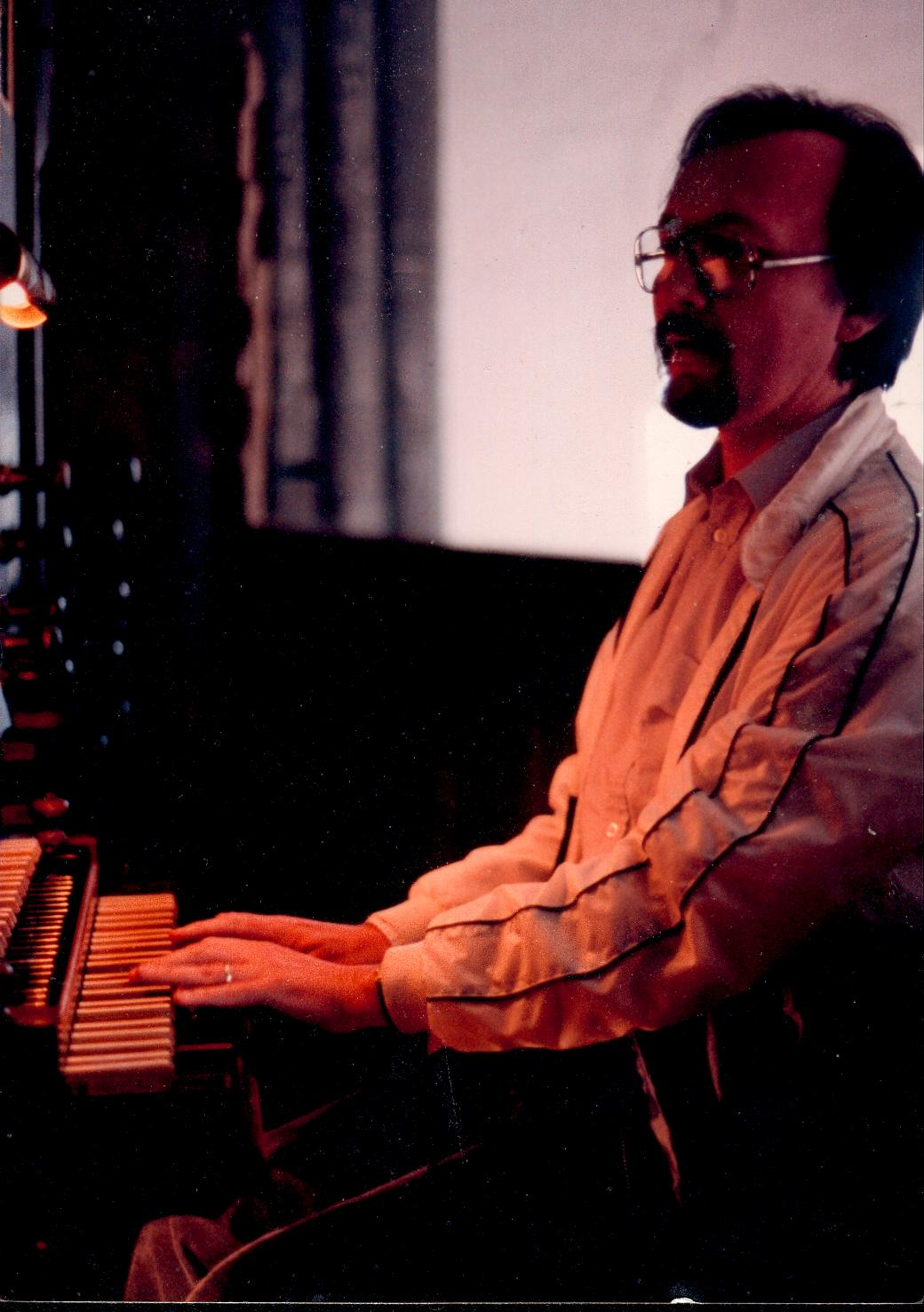

Hans-Dieter Möller (* 20. Mai 1939 in Duisburg) ist ein deutscher Organist und Musikpädagoge.
Möller studierte Kirchenmusik an der Folkwang-Hochschule in Essen bei Ernst Kaller, Sieglinde Ahrens und Siegfried Reda. 1965 legte er das A-Examen ab. 1966 folgte ein Studienaufhalt bei Jean Langlais in Paris. Von 1970 bis 1977 war er Kantor an St. Ludger in Duisburg. 1976 wirkte er als Juror unter dem Vorsitz von Pierre Cochereau beim Grand Prix de Chartres mit, bei dem in diesem Jahr kein Preis vergeben wurde. Seit 1977 lehrt er als  Professor für Orgelliteraturspiel und Orgelimprovisation an der Robert Schumann Hochschule in Düsseldorf. Als Orgelsachverständiger der Erzdiozese Köln gestaltete  Möller maßgeblich die Rheinische Orgellandschaft von 1985 an.
Hans-Dieter Möller ist seit 1970 mit Roswitha Möller (geb. Maier) verheiratet, mit der er zwei Kinder hat.

## Orgelwerke
- Hommage à Dupré und Triptychon
- Hommage à Messiaen

## Schriften
- Das Orgelwerk Messiaens. Zusammen mit Sieglinde Ahrens und Almut Rössler.

## Tondokumente
- Ökumenische Kirchenmusik. Zusammen mit der Evangelischen Kantorei Duisburg-Neudorf. Improvisationen über Kyrie, Gott Vater ihn Ewigkeit und Richte mich Gott. LP, Produktion Arno Strauss, 1975.
- Die Birgaentzle Orgel der Pfarrkirche St. Jakob d. Ä. zu Bludesch. LP, zusammen mit Bruno Oberhammer, Not On Label, 1991.
- Die historische Jordi-Bosch-Orgel zu Santanyí (Mallorca). Motette-Ursina 1992.
- Französische Orgelmusik und Improvisationen. CD, Musicom, 1997.
- Improvisationen an der Siegfried-Sauer-Orgel St. Michael in Köln. Aufnahme 1995. Verlag Christoph Schulz, Münster 2002.
- Hodie Christus natus est, hodie Salvator apparuit. Weihnachtliche Orgelmusik aus St. Pankratius Nievenheim. Verlag Christoph Schulz, Münster 2006.

## Schüler
- Martin Bambauer
- Martin Berger
- Lutz Felbick
- Manuel Gera
- Michael Hoppe
- Helmut Kickton
- Reinhard Kluth
- Thorsten Pech
- Johannes Quack
- Werner Schepp
- Andreas Sieling
- Jürgen Sonnentheil
- Carsten Wiebusch